# Dekanat Kamień Pomorski
Dekanat Kamień Pomorski – dekanat archidiecezji szczecińsko-kamieńskiej.

## Parafie
- Benice (pw. Macierzyństwa NMP)
- Dziwnów (Parafia św. Józefa)
- Dziwnówek (pw. św. Maksymiliana Marii Kolbego)
- Gostyń (pw. NMP Królowej Polski)
- Jarszewo (pw. Narodzenia NMP)
- Kamień Pomorski (Parafia św. Ottona)
- Łukęcin (pw. NMP Królowej Polski)
- Pobierowo (pw. Najświętszego Odkupiciela)
- Stuchowo (pw. św. s. Faustyny Kowalskiej)
- Świerzno (pw. Świętej Trójcy)

## Funkcje w dekanacie
W dekanacie funkcje pełnią:
- Dziekan: ks. kan. mgr Dariusz Żarkowski – proboszcz parafii pw. św. Ottona z Bambergu w Kamieniu Pomorskim
- Wicedziekan: ks. kan. mgr Zbigniew Niemasik - proboszcz parafii pw. św. Maksymiliana Marii Kolbego w Dziwnówku
- Ojciec duchowny: